# 살구나무
살구나무(학명: Prunus armeniaca)는 장미과 벚나무속에 속하는 식물로서 원산지는 중국 북서부로 보고 있다. 현재 한반도와 일본에서도 널리 재배된다.

## 개요

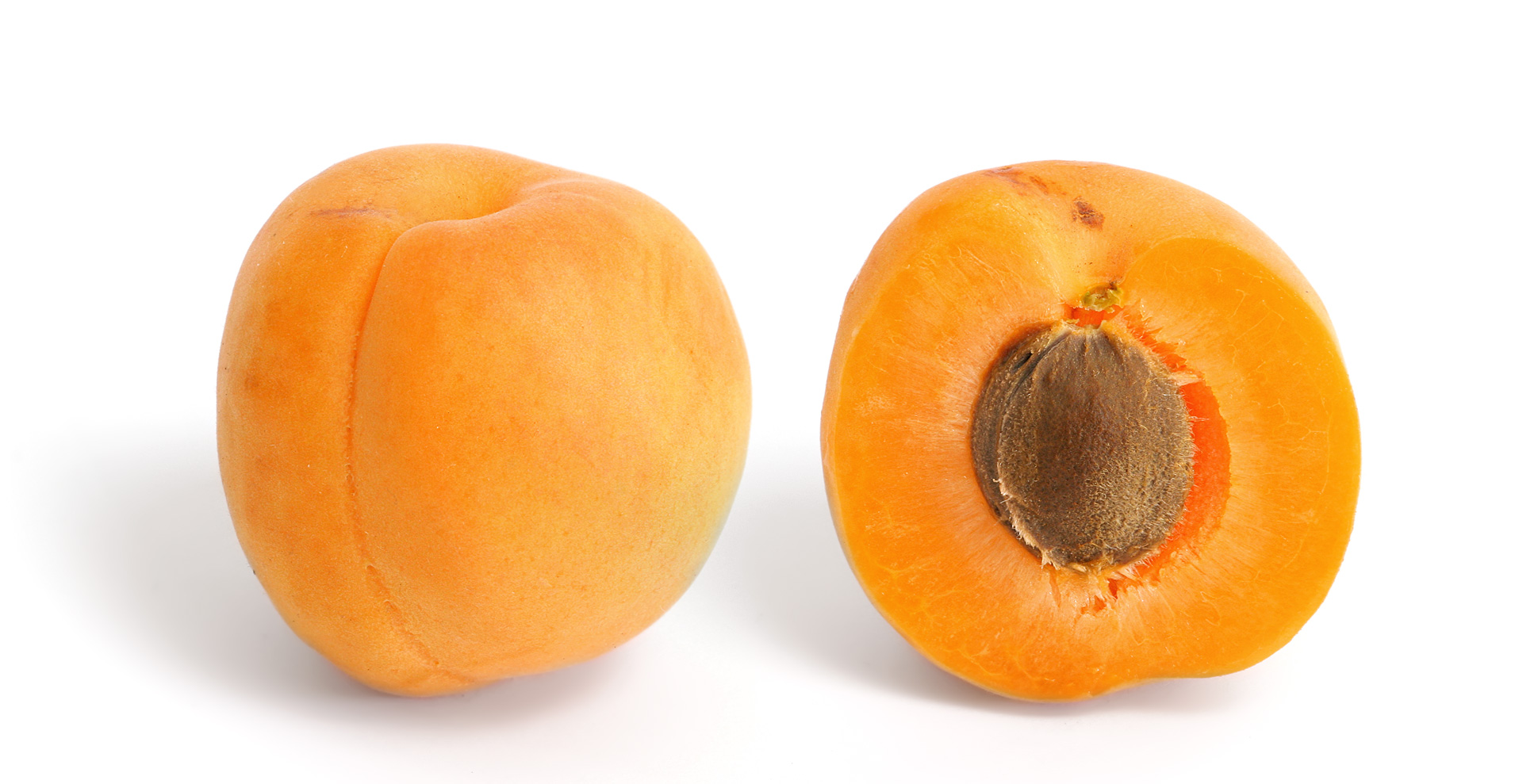
살구와 단면

대개 8-12m 크기로 자라며 줄기는 직경 40cm정도로 자란다. 잎은 길이 5–9 cm, 너비 4–8 cm로 자라며 꽃은 흰색에서 분홍빛을 띤다. 잎보다 꽃이 먼저 피며 복숭아와 유사한 핵과이다.

## 기후

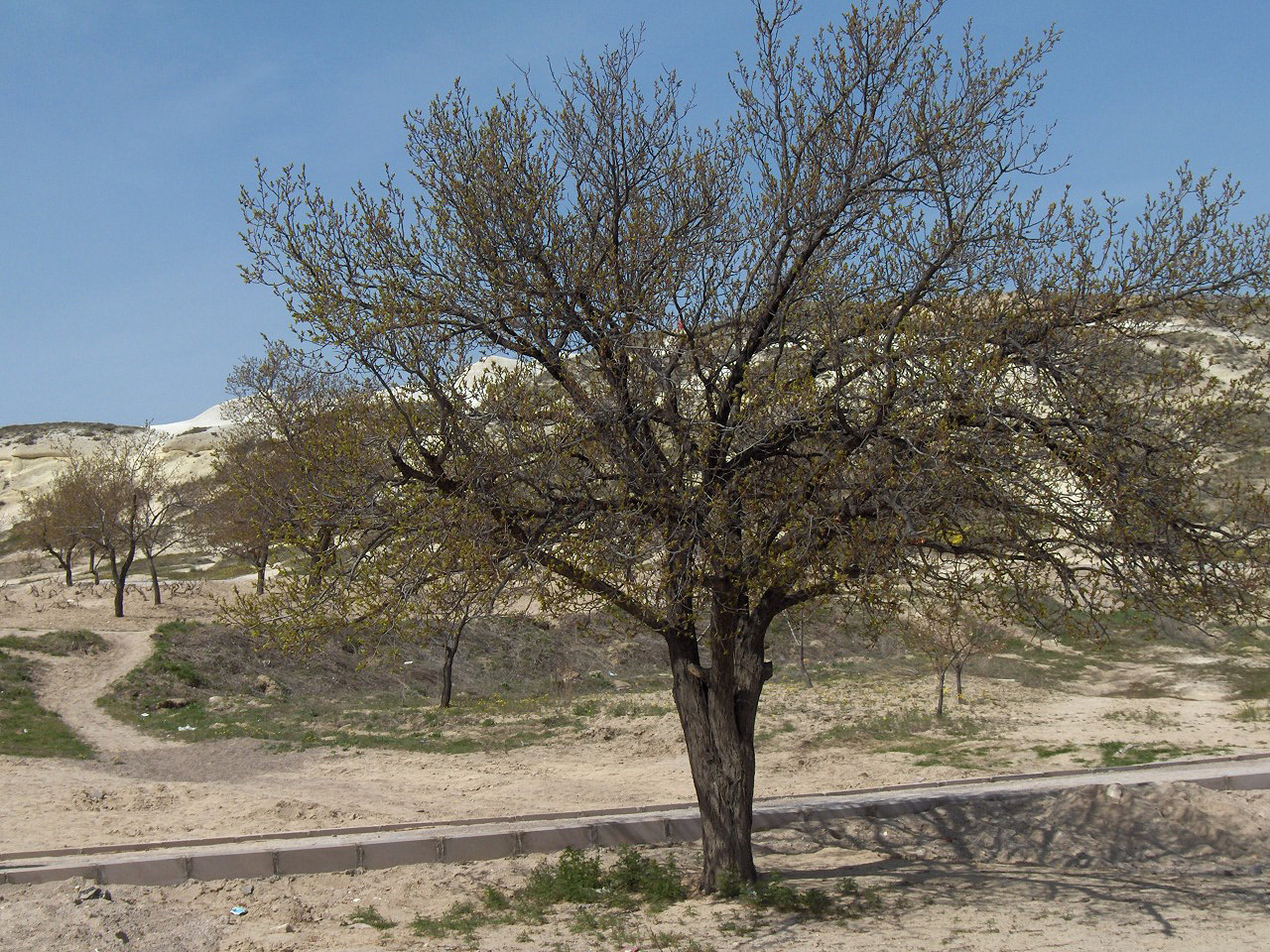
터키 카파도키아의 살구나무

대개 살구나무가 아열대 지방 원산인 것으로 생각하지만 원래는 추운 겨울을 잘 견디는 식물로서 대륙성 기후가 나타나는 곳이 원산이다. 복숭아보다 더 추위를 잘 견디며 -30도까지도 견딜 수 있다고 한다. 서리에도 잘 견디기 때문에 꽃이 이르게 피는 편이다. 중국 북서부에서는 겨울이 심하게 춥지만 유럽이나 북아메리카보다는 기후 자체가 변동이 잦지 않은 편이다. 사실 과육이 잘 여물려면 적당한 추위는 꼭 필요하다. 건조기후에서도 잘 견디기 때문에 지중해 연안에서 잘 서식할 수 있다.
재배종 살구의 경우 접붙이기를 해서 복숭아나 자두 나무에 꽂아 키우기도 한다.

## 생산 및 재배
터키와 몰타가 가장 주요한 살구 생산국이다. 이란과 아르메니아가 뒤를 따른다.
씨앗이나 살구 열매는 중앙아시아와 지중해 연안에서 서식하며 맛이 너무 달아서 아몬드를 식재료로 쓰는 경우도 많다. 씨앗유의 일종으로 쓰는 경우도 많다.
시안화배당체가 씨앗에 특히 많이 있다. 암 예방에도 효과가 있으며 서기 502년부터 종양치료제로 썼다는 기록이 있다. 17세기에는 영국에서 종양 치료제로 쓰였다. 하지만 1980년 미 국립암센터가 그다지 효과가 있지 않다고 발표했다.
유럽에서는 살구를 강정제로 여기는 경향이 있다. 섬유질을 많이 포함하고 있어 변비 예방에 좋으며 3개 정도만 먹어도 효과가 나타날 수 있다고 한다.

## 살구씨 쓰임새
살구씨는 한의학에서 행인(杏仁)이라 불리며, 본초강목과 동의보감 등에 살구씨를 이용한 치료 방법이 200가지나 기록되어 있을 정도로 쓰임새와 약효가 많아 "약방의 살구"라 불리기도 한다.
행인(살구씨)를 갈아서 만든 한방 외용제는 기미나 주근깨 등 피부 색소 침착 · 종기 · 부스럼 등에 사용되며, 피부를 하얗고 윤기있게 하기 때문에 일찍이 궁중 여인네들은 살구씨로 피부를 가꾸기도 하였다.

## 같이 보기
- 복숭아나무
- 자두나무
- 딸기
- 매실나무
- 모과나무
- 아몬드

## 갤러리

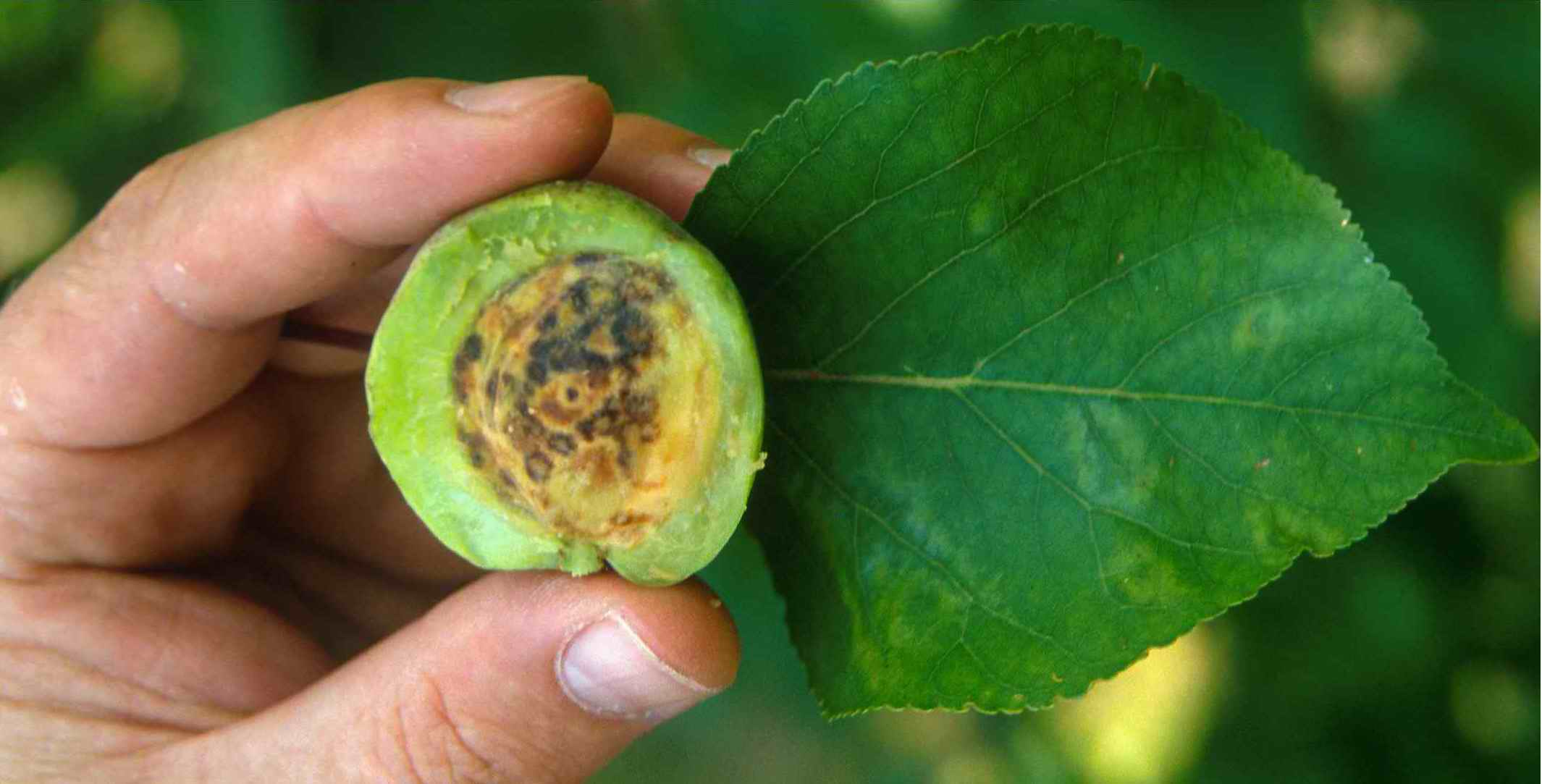
살구 과실
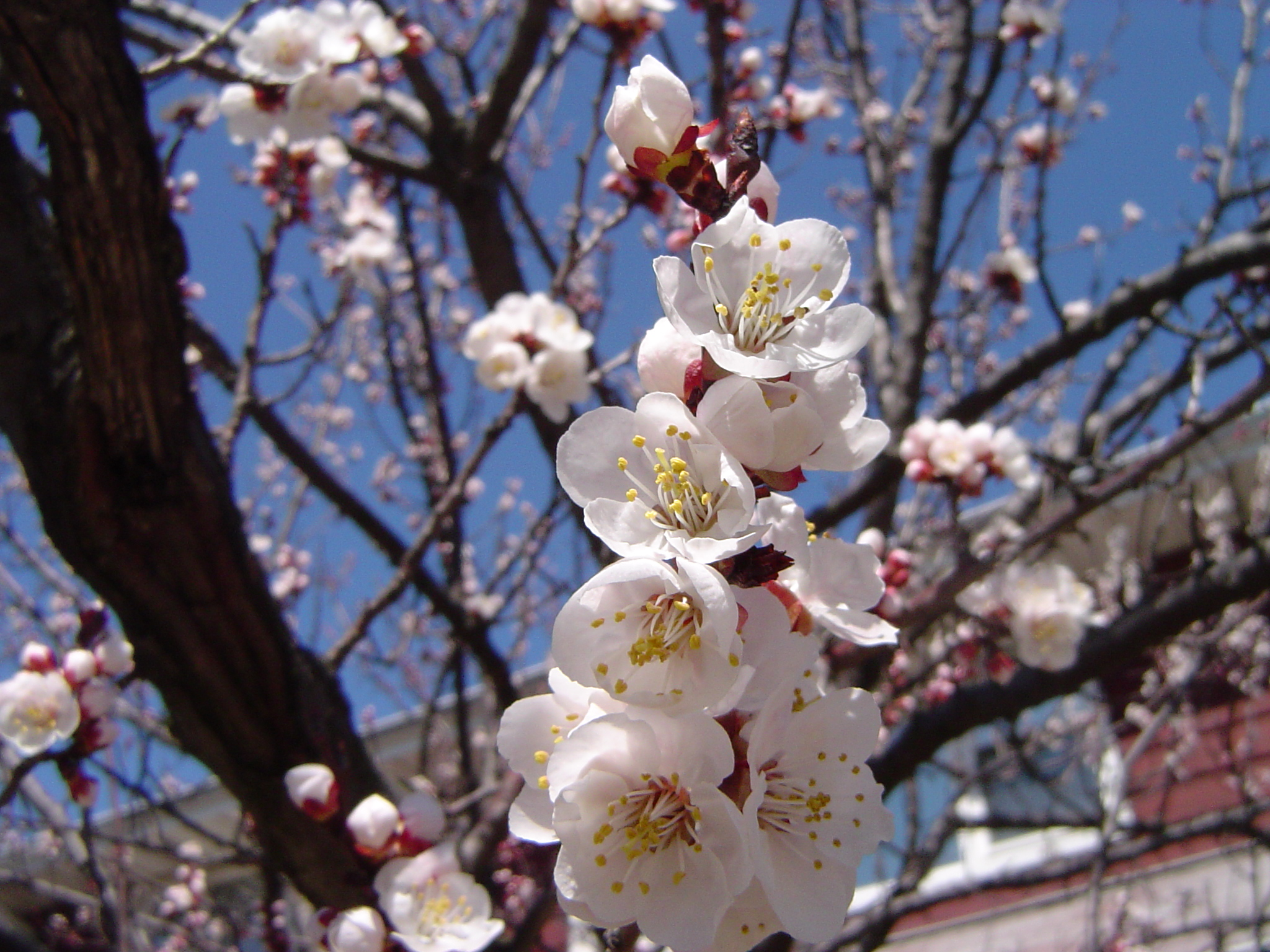
꽃
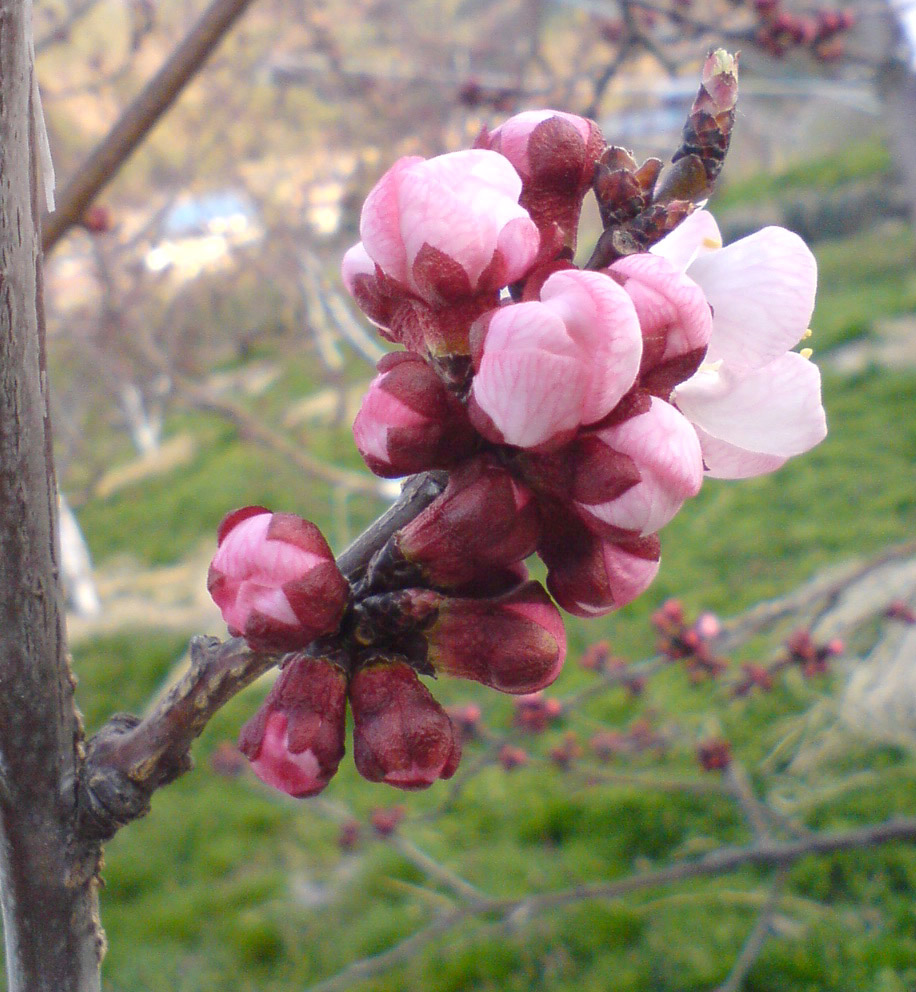
꽃
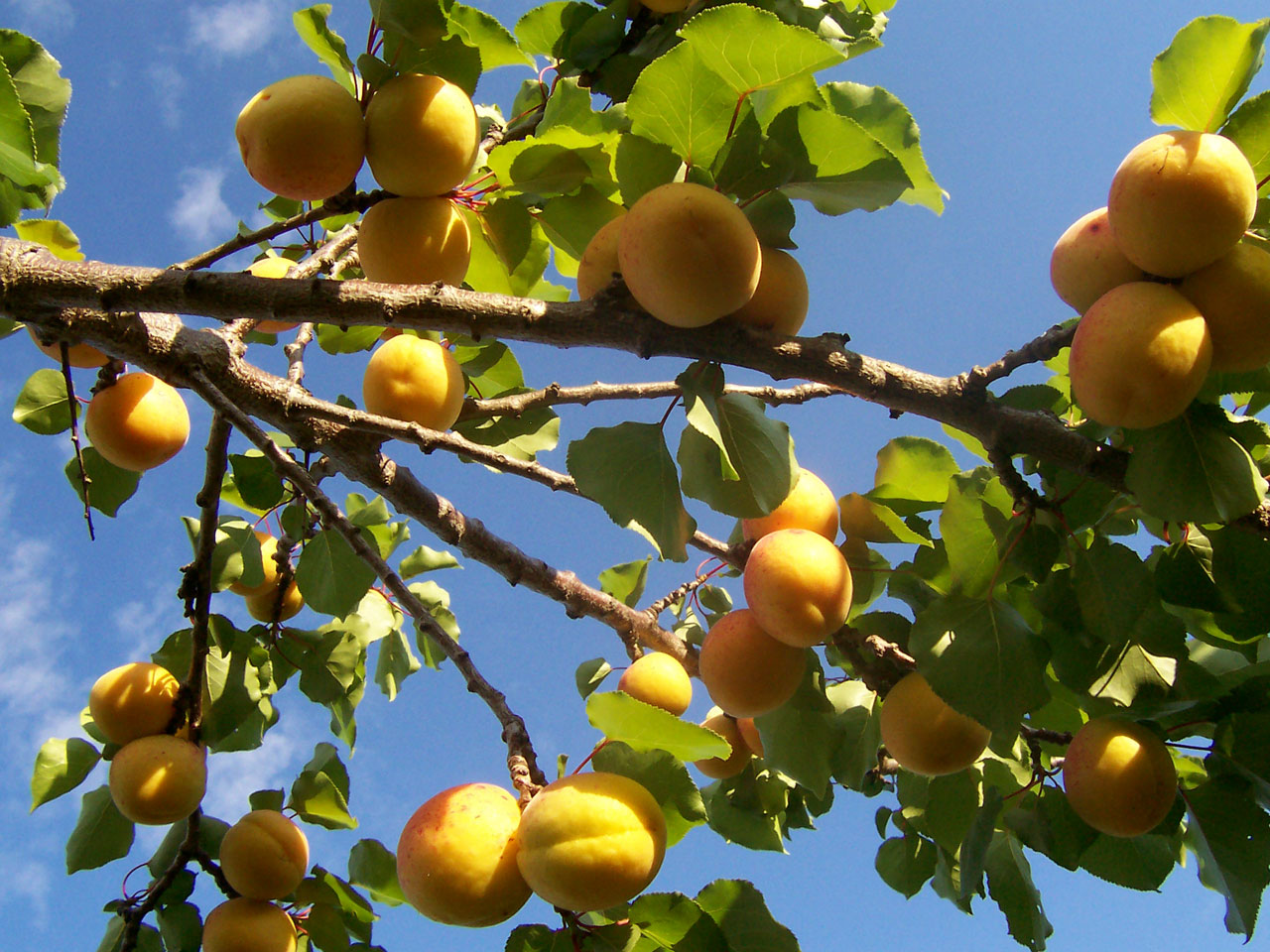
과일
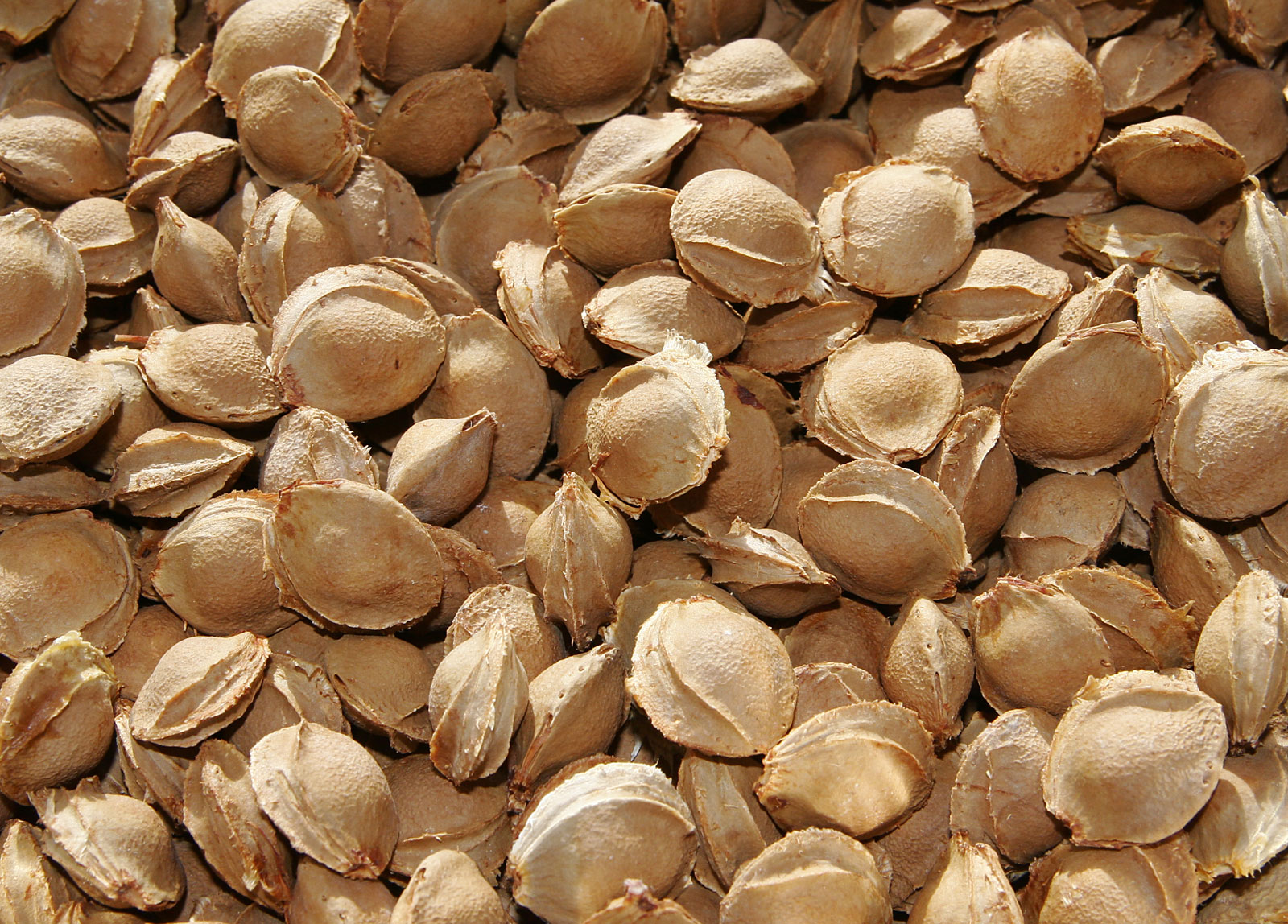
씨
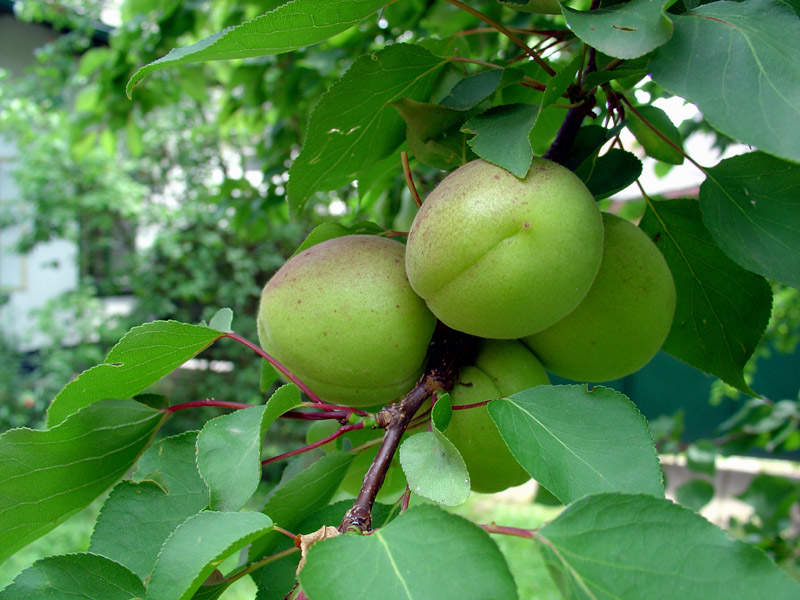
풋 열매
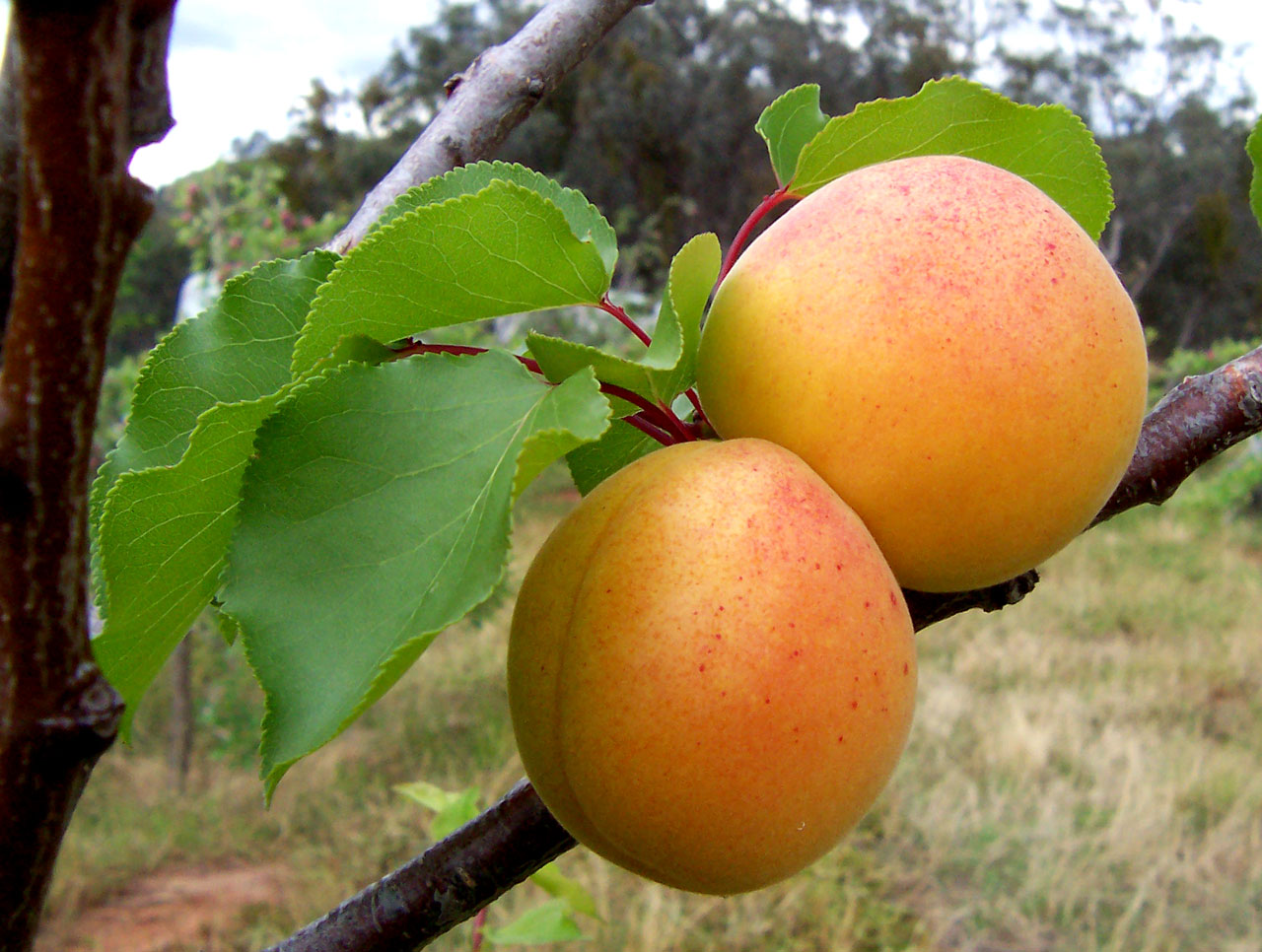
열매
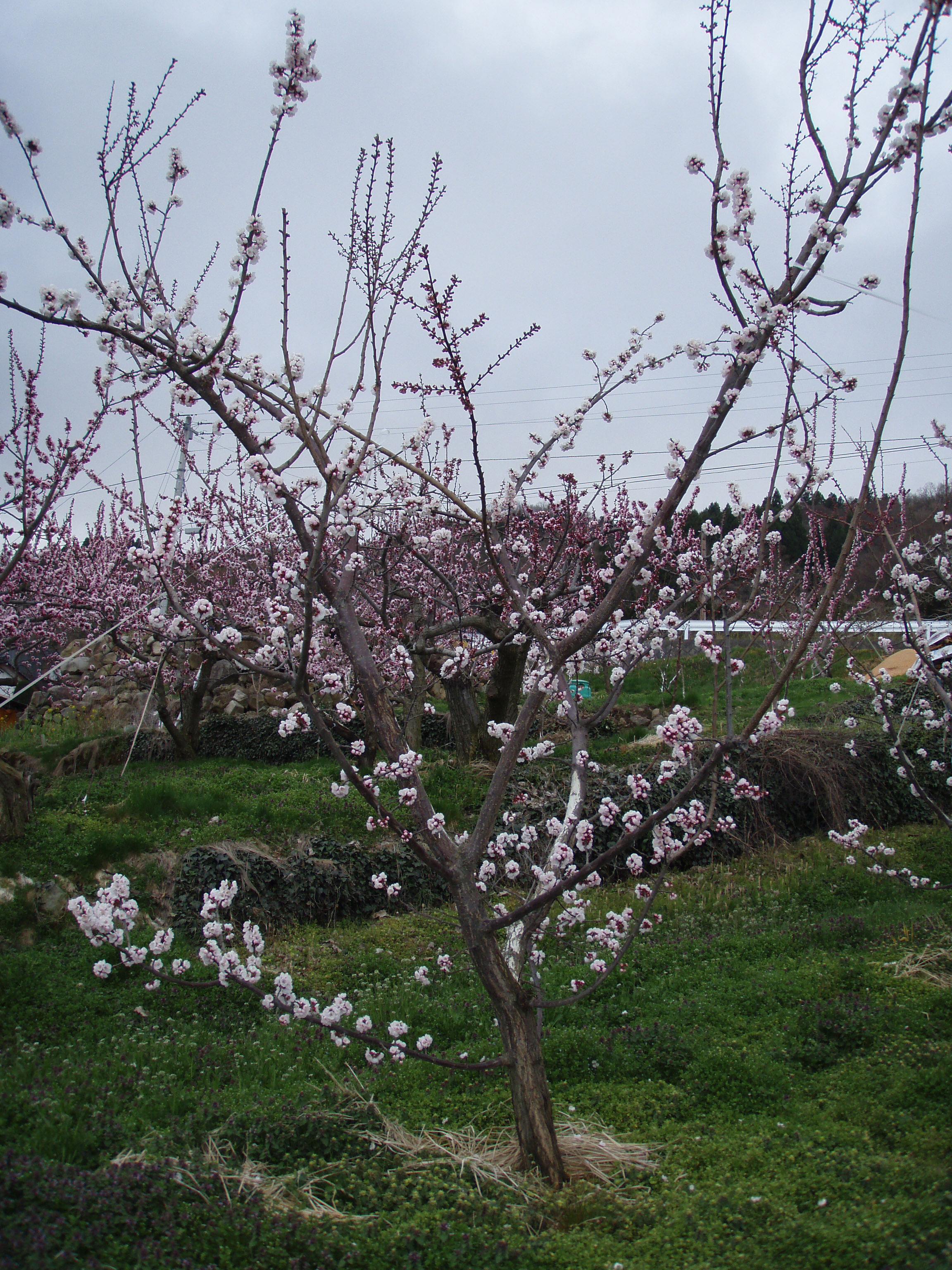
7년 산
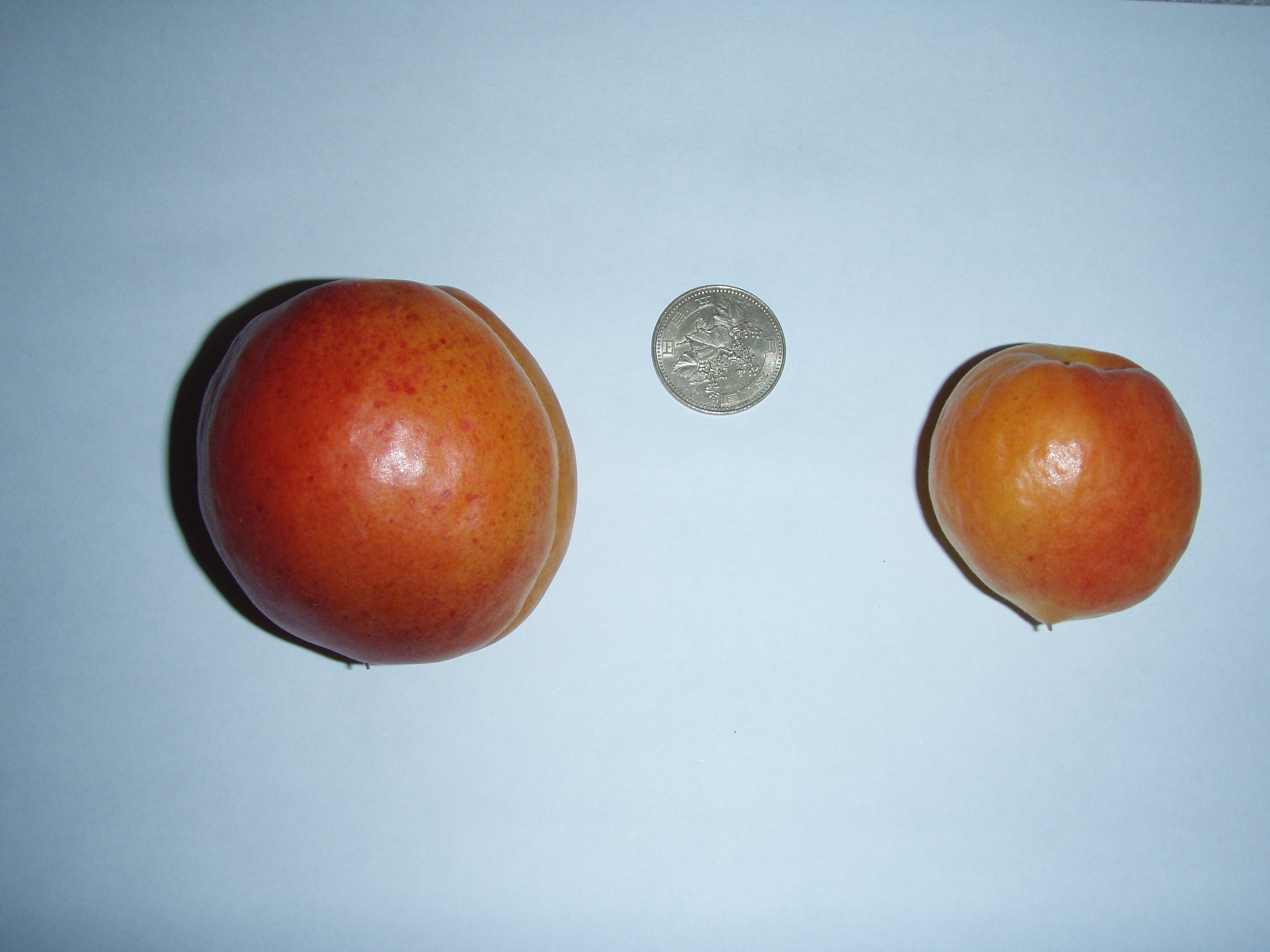
크기 비교